# Atletica leggera ai Giochi della XXVIII Olimpiade - 400 metri ostacoli femminili

Video della Finale (telecronaca in inglese)

Video della Finale (telecronaca in greco con immagini della premiazione)

I 400 metri ostacoli hanno fatto parte del programma di atletica leggera femminile ai Giochi della XXVIII Olimpiade. La competizione si è svolta dal 21 al 25 agosto 2004 allo Stadio Olimpico di Atene.

## Presenze ed assenze delle campionesse in carica
| Competizione         | Atleta           | Prestazione | Atene 2004 |
| -------------------- | ---------------- | ----------- | ---------- |
| Olimpiadi 2000       | Irina Privalova  | 53”02       | Rit. 2001  |
| Commonwealth 2002    | Jana Pittman     | 54”40       | Presente   |
| Europei 2002         | Ionela Târlea    | 54”96       | Presente   |
| Coppa del mondo 2002 | Julija Pečënkina | 53”74       | Presente   |
| Asiatici 2002        | Natalya Torshina | 56”13       | Presente   |
| Panamericani 2003    | Joanna Hayes     | 54”77       | Non qual.  |
| Mondiali 2003        | Jana Pittman     | 53”22       | Presente   |
|                      |                  |             |            |
| Mondiali junior 2000 | Jana Pittman     | 56”27       | Presente   |

## La gara
Si vedono scintille già al primo turno. Julija Pečënkina fa un sensazionale 53"57 in prima serie. Poco dopo Fanī Chalkia stabilisce con 53"85 il nuovo record di Grecia.

La Pečënkina si migliora nella prima semifinale: 53"31, con 7 decimi di vantaggio su Jana Pittman. Nella seconda semifinale arriva la risposta di Faní Halkiá: 52"77, record olimpico distrutto. La quarta corsia della finale è la sua. Dietro di lei, Ionela Târlea va vicina al suo personale con 53"32 e Tetjana Tereščuk stabilisce il nuovo record di Ucraina: 53"37.
La netta favorita per l'oro è Faní Halkiá. La greca conduce la finale fin dallo sparo, andando a vincere con un lusinghiero 52"82 (nonostante un'incertezza sul nono ostacolo), pari al vecchio record olimpico (Deon Hemmings, 1996).

Ionela Târlea vince finalmente una medaglia alla sua sesta finale, tra Olimpiadi e Mondiali.

Julija Pechonkina non ha creduto in sé stessa ed è stata superata da tutte le avversarie, giungendo ultima.

## Risultati

### Turni eliminatori
| 5 Batterie   | 21 agosto | 34 partenti   | Si qualificano le prime 2 più i 6 migliori tempi. |
| 2 Semifinali | 22 agosto | 8 + 8         | Si qualificano le prime 4.                        |
| Finale       | 25 agosto | 8 concorrenti |                                                   |

### Finale
Stadio olimpico, mercoledì 25 agosto, ore 21:55.
| Pos | Paese       | Atleta            | Tempo |
| --- | ----------- | ----------------- | ----- |
|     | Grecia      | Fanī Chalkia      | 52"82 |
|     | Romania     | Ionela Târlea     | 53"38 |
|     | Ucraina     | Tetjana Tereščuk  | 53"44 |
| 4   | Stati Uniti | Sheena Johnson    | 53"83 |
| 5   | Australia   | Jana Pittman      | 53"92 |
| 6   | Russia      | Ekaterina Bikkert | 54"18 |
| 7   | Stati Uniti | Brenda Taylor     | 54"97 |
| 8   | Russia      | Julija Pečënkina  | 55"79 |